# Maren Valenti
Maren Valenti (* 15. Oktober 1976 in Freiburg im Breisgau) ist eine ehemalige deutsche Eishockeyspielerin und -trainerin.

## Karriere
Valenti war als Spielerin bei den Vereinen EV Ravensburg, EHC Freiburg, Mannheimer ERC, Heilbronner EC, ESG Esslingen, EHC Bülach (Schweiz), Vancouver Griffins, Panthères de Sainte-Julie (Kanada), OSC Berlin und TV Kornwestheim aktiv. Sie wurde 1990, 1992, 1997, 1999 und 2000 Deutsche Meisterin sowie 1991, 1993, 1994 und 1998 Deutsche Vizemeisterin.
1990 nahm Valenti als Dreizehnjährige mit der deutschen Nationalmannschaft an einer A-Weltmeisterschaft teil. Damit ist sie bis heute die jüngste WM-Teilnehmerin in ihrem Sport. Weitere Teilnahmen folgten 1994, 1997, 1999 und 2000. Zudem absolvierte sie die Europameisterschaft 1991, 1993, 1995 und 1996. Der Höhepunkt ihrer Karriere war die Teilnahme an den Olympischen Spielen 2002 in Salt Lake City. Insgesamt erzielte sie 86 Tore und 64 Assists in 164 Länderspielen.
1998 trainierte Valenti vier Wochen bei den Eisbären Berlin und hatte als erste Frau einen Kurzeinsatz bei einem Herrenspiel im deutschen Eishockey. 1999 war sie in der 2. Liga bei den Herren des EHC Freiburg aktiv. 2006 beendete sie ihre aktive Karriere als Spielerin.
Nach ihrem Rücktritt betreute sie den ESV Hügelsheim und den Mannheimer ERC als Trainerin. Seitdem trainiert sie den Nachwuchs der Löwen Frankfurt.
2009 wurde sie in die Hockey Hall of Fame Deutschland aufgenommen.

## Familie und Beruf
Ihr Bruder Sven Valenti ist ebenfalls Eishockeyspieler. Nach ihrer aktiven Zeit als Eishockeyspielerin wurde die ausgebildete Mediengestalterin Pop-Art-Künstlerin. 2008 gab sie ihre Multiple-Sklerose-Erkrankung bekannt.